# Республиканская партия Вануату
Республиканская партия Вануату (англ. Vanuatu Republican Party, фр. Parti Républican de Vanuatu) — политическая партия Вануату, получающая поддержку, главным образом, от франкоязычной части населения страны. Образована в конце 1990-х годов после снятия полномочий с председателя правящего Союза умеренных партий Максима Кормана. На парламентских выборах 6 июля 2004 года получила 4 места из 52. В 2004—2008 годах её члены входили в состав коалиционного правительства Хама Лини, в котором Корман занимал пост министра земельных ресурсов. С 2008 года партия принадлежит к числу оппозиционных, представляющих основную конкуренцию в борьбе за власть.
| Места в парламенте |      |      |      |
| Год                | 2002 | 2004 | 2008 |
| Места              | 3    | 4    | 7    |